# ヒメシャガ
ヒメシャガ（姫射干、姫著莪、学名：Iris gracilipes A. Gray）は、アヤメ科アヤメ属の多年草。和名はシャガより小型で、似ているから。

## 特徴
花茎の高さは30cm以下。葉は淡緑色の剣形で、長さ20-40cm、幅5-15cmで、常緑のシャガとは違い冬には枯れる。花期は5-6月で、径4cmほどの淡紫色の花を花茎に2-3個咲かせる。外花被片の中央は白色で、紫色の脈と黄色の斑紋があり、とさか状の突起がある。果実は蒴果で径8mmの球状になり、先端から3裂する。

## 分布と生育環境
北海道西南部、本州、四国、九州北部に分布する。山地の樹林下など、やや乾いた場所に生える。
現在は園芸店などで苗が流通することもある関係で栽培個体の数は、それなりにあるものの、一方で野生個体については絶滅が危惧されている現状がある。

## Status
準絶滅危惧（NT）（環境省レッドリスト）

## 自治体の花
市町村の花
- 郡山市 - （福島県） 諸説ある伝説の花ハナカツミがヒメシャガであるとして指定
- 小坂町 - （岐阜県） 現在は合併により下呂市となり廃止
- 大朝町 - （広島県） 現在は合併により北広島町となり廃止

## 名所
- 安積山公園（福島県郡山市） - ヒメシャガを地元ゆかりの伝説の花「ハナカツミ」として植栽
- 巌立峡ひめしゃがの湯（岐阜県下呂市） - 辺りに咲くヒメシャガが名前の由来となった日帰り温泉施設
- 高野山 三宝院（和歌山県高野町） - 絶滅危惧種と知った住職が境内で育て庭一面に数千株が咲き誇る
- 四国山岳植物園 岳人の森（徳島県神山町） - 日本最大規模のヒメシャガ群生地とうたっている
- 求菩提山（福岡県豊前市） - 群生地が福岡県指定天然記念物に指定

## ギャラリー
- 雪国植物園 新潟県長岡市